# 龍谷大学硬式野球部
龍谷大学硬式野球部（りゅうこくだいがくこうしきやきゅうぶ）は、関西六大学野球連盟に所属する大学野球チーム。龍谷大学の学生によって構成されている。京産大とは対抗戦の龍産戦（産龍戦）を実施している。

## 歴史
1913年（大正2年）創部。
1928年（昭和3年）、京都大学専門学校野球連盟から旧制大学が独立し京都五大学野球連盟創立。大谷大学、京都帝国大学、立命館大学、京都府立医科大学と共に参加。
1950年（昭和25年）、京都六大学野球連盟創立。京都学芸大学、大谷大学、京都薬科大学、京都工芸繊維大学、西京大学と共に参加し、初年から3連覇を果たす。1956年（昭和31年）、滋賀大学の加盟ﾆより京滋大学野球連盟に改称。
1962年（昭和37年）、平安高校監督を務めた西村進一が監督就任。同62年、入替戦を旨とする関西大学野球連合の結成により京滋大学野球連盟は関西六大学野球連盟 (旧連盟) の下部リーグとなる。
1963年（昭和38年）春、伊能正司や山本忠男ら1回生を擁して京滋リーグで優勝。大阪商業大との入れ替え戦に勝利し、旧関西六大学野球連盟に初昇格することとなる。同様に、この頃に初昇格を果たした近畿大や旧加盟校の関西学院大などと1960年代半ばから後半にかけて旧関六リーグ戦で優勝争いを展開した。
1965年（昭和40年）、駒澤大・立正大・愛知学院大との仏教系4大学大会が始まり、現在まで続く。
1968年（昭和43年）春、植木一智（通算26勝17敗）と梅村好彦の4回生バッテリーで旧関西六大学リーグ初優勝を果たす。続く第17回全日本大学選手権準決勝で野村収と大矢明彦のバッテリー擁する駒澤大に7-8で惜敗したもののベスト4に進出。しかし1971年（昭和46年）秋、西村監督が退任後、旧関六で最下位となる。続く大阪商大との入れ替え戦に敗れ1963年春以来の京滋リーグに降格。以後、旧関六に昇格することなく京滋リーグに留まった。
1982年（昭和57年）、連合の解体に伴い発足した新生関西六大学野球連盟に加盟。
1985年（昭和60年）春、2回生門田一宏投手（通算34勝〈リーグ歴代3位〉10敗）や打撃陣では2回生宇田英樹らの活躍で68年春以来17年ぶりのリーグ優勝を果たす。当時大学選手権にも採用されていた関西地区大学野球選手権大会（関西地区代表決定戦）でも近大などを退け国立の大阪大に次ぐ第2代表として第34回全日本大学選手権出場。1回戦の福岡大を3-0で下したものの2回戦（準々決勝）で、優勝した西川佳明や3回生猪俣隆ら強力投手陣擁する法政大に0-5で敗れた。以後、86年春、87年秋にも優勝したが、それぞれ関西地区代表決定戦で敗退し大学選手権と明治神宮大会に出場できなかった。
1990年代半ば前半から2000年代に入る頃にかけて、途中山田幸二郎投手擁する神戸学院大の優勝（97年秋）を挟み、大阪学院大と龍谷大の2強のどちらかがリーグ戦で優勝していた。99年から2011年までの26季、龍谷は4連覇2回、3連覇1回、2連覇3回、計17回の優勝を果たし、リーグ戦は龍谷1強の状況となる（途中、京都産大2連覇2回、大阪経大2連覇1回、大阪学院（10春）・神戸学院（11秋）各優勝1回を挟む）。
この間、大島寛（通算21勝8敗、95年卒） 、正津英志（通算18勝10敗、95年卒）、西川佳光（通算11勝2敗、98年卒）、河端龍（通算28勝10敗、99年卒）、吉川勝成（通算13勝5敗、00年卒）、田中大介（リーグ記録の17連勝、通算19勝1敗、01年卒）、杉山直久（通算15勝4敗、03年卒）、植大輔（通算17勝6敗、03年卒）、齊藤信介（通算10勝5敗、04年卒）、柳瀬明宏（リーグ記録の1試合18奪三振、通算12勝6敗、06年卒）、井村裕介（15勝7敗、06年卒）ら各年代の豊富な投手陣が活躍した。
1998年（平成10年）、エース河端龍と主砲本郷宏樹らを擁して春季リーグ戦優勝。続く全日本大学野球選手権大会準々決勝で3回生佐藤宏志と2回生吉川昌宏両投手や赤星憲広らを擁する亜細亜大を5-3で破り、準決勝で2回生長坂秀樹投手擁する東海大（決勝で近大に敗れ準優勝）に0-2で惜敗したものの68年以来30年ぶりに全日本大学選手権ベスト4に進出。
2000年（平成12年）、杉山直久と植大輔の3回生ダブルエースが活躍し、同年秋季リーグ戦で優勝。続く関西地区代表決定戦を勝ち抜き、念願の明治神宮大会（第31回大会）に初出場を果たす。神宮大会では準決勝で山本省吾投手らを擁する慶応大に0-2で惜敗したもののベスト4に進出。また、同2000年の春季リーグから翌2001年（平成13年）の春季リーグにかけて20連勝を記録。
以降リーグ戦は、先述のように途中京産大の2回の連覇（02秋03春、04秋05春）、大阪経済大の連覇（07春秋）、そして小林寛投手の大阪学院（10春）、神戸学院（11秋）の各1回の優勝を挟み龍谷の1強状態が続く。この間、姫野浩次（通算10勝8敗、09年卒）、古野正人（通算8勝1敗、09年卒）らの投手陣が活躍した。
2011年（平成23年）、春季リーグ戦で優勝するが、続く第60回全日本大学野球選手権記念大会1回戦で東京国際大に2-3（延長10回）で敗退。翌2012年（平成24年）、杉上諒投手や打撃陣の古本武尊ら4回生の活躍で春季リーグ戦を連覇。続く第61回全日本大学野球選手権大会では京都学園大、立命館、東海大を下し進出した準決勝で、亜大（決勝で早大に敗れ準優勝）に2-4で敗れベスト4。同選手権で杉上が最優秀投手賞、古本が首位打者賞を受賞した。
2013年（平成25年）、OBで元プロの山本樹が監督就任（2012年12月 - 2017年）。翌2014年（平成26年）春季リーグ戦で優勝し、第63回全日本大学野球選手権大会に2年ぶり17回目の出場。1回戦で国際武道大を下し、2回戦で東海大に0-2で惜敗。この頃から大阪商大が強く、リーグ戦は大阪商大の連覇が続く1強の状況になっていく。
2018年（平成30年）3月、山本樹監督が2017年いっぱいで退任したのを受けOBの杉森実が監督就任。4季指揮を執る。2020年（令和2年）2月、OBで元プロの本郷宏樹が監督就任。

## 本拠地
滋賀県大津市大江7-8-20　龍谷荘

## 記録
※ 2024年春季リーグ戦終了時点
- リーグ優勝30回（旧関六時代の1回を含む）
- 全日本大学野球選手権大会出場17回、ベスト4 3回
- 明治神宮野球大会出場4回、ベスト4 1回

## 主な出身者

### プロ野球現役選手
- 石田健人マルク（中日ドラゴンズ）
- 瀧中瞭太（東北楽天ゴールデンイーグルス）
- 長谷川凌汰（北海道日本ハムファイターズ育成）

### 元プロ野球選手
- 伊能正司（近鉄バファローズ）
- 山本忠男（南海ホークス）
- 植木一智（阪神タイガース）
- 梅村好彦（南海ホークス）
- 山本樹（ヤクルトスワローズ） - コーチから2012年12月～2017年に監督を経て大阪観光大学監督。
- 正津英志（中日ドラゴンズ－埼玉西武ライオンズ）
- 大島寛（西武ライオンズ）
- 益田大介（中日ドラゴンズ－大阪近鉄バファローズ－東北楽天ゴールデンイーグルス）
- 河端龍（東京ヤクルトスワローズ）
- 本郷宏樹（ヤクルトスワローズ） - びわこ成蹊スポーツ大学監督からコーチを経て、2020年より監督
- 吉川勝成（大阪近鉄バファローズ－オリックス・バファローズ）
- 木元邦之（北海道日本ハムファイターズ－オリックス・バファローズ）
- 植大輔（中日ドラゴンズ）
- 杉山直久（阪神タイガース－富山サンダーバーズ）
- 齊藤信介（中日ドラゴンズ）
- 永川光浩（広島東洋カープ）育成選手
- 前田祐二（オリックス・バファローズ）
- 深江真登（オリックス・バファローズ）
- 柳瀬明宏（福岡ソフトバンクホークス－阪神タイガース）
- 古本武尊（中日ドラゴンズ）退団後、社会人野球・Honda鈴鹿
- 古野正人（東京ヤクルトスワローズ）
- 中村辰哉（福井ミラクルエレファンツ）引退後、横浜DeNAベイスターズ打撃投手

### 野球指導者
- 上甲正典（済美高校野球部監督）
- 上原茂行（野球部コーチ→ヤクルトコーチ→神戸国際大学監督→富山GRNサンダーバーズ監督）
- 坂元忍（西武コーチ→S&Cスタッフ）